# Richtlinie (EU) 2012/13 (Recht auf Belehrung und Unterrichtung im Strafverfahren)
Die Rechtsbelehrungsrichtlinie, Richtlinie (EU) 2012/13, dient der Erhaltung und Weiterentwicklung eines Raums der Freiheit, der Sicherheit und des Rechts, insbesondere dem Schutz der Rechte des Einzelnen durch die Justiz und der gegenseitigen Anerkennung von Urteilen und anderen Entscheidungen von Justizbehörden in Strafsachen sowie einer Annäherung der Rechtsvorschriften, um die Zusammenarbeit zwischen den zuständigen Behörden zu verbessern.

## Ziele und Zweck der Richtlinie
Die Rechtsbelehrungsrichtlinie ist eine von insgesamt sechs Richtlinien (Stand 2021), mit welcher die Stärkung bestimmter Aspekte im Strafverfahren erreicht und unionsweit im Sinne der Charta der Grundrechte der Europäischen Union und der Europäischen Menschenrechtskonvention (EMRK) harmonisiert werden soll. Die weiteren Richtlinien sind:
- Richtlinie 2010/64/EU über das Recht auf Dolmetschleistungen und Übersetzungen in Strafverfahren;[5]
- Richtlinie 2013/48/EU über das Recht auf Zugang zu einem Rechtsbeistand in Strafverfahren und in Verfahren zur Vollstreckung des Europäischen Haftbefehls sowie über das Recht auf Benachrichtigung eines Dritten bei Freiheitsentzug und das Recht auf Kommunikation mit Dritten und mit Konsularbehörden während des Freiheitsentzugs;[6]
- Richtlinie (EU) 2016/343 über die Stärkung bestimmter Aspekte der Unschuldsvermutung und des Rechts auf Anwesenheit in der Verhandlung in Strafverfahren;[7]
- Richtlinie (EU) 2016/800 über Verfahrensgarantien in Strafverfahren für Kinder, die Verdächtige oder beschuldigte Personen in Strafverfahren sind;[8] und
- Richtlinie (EU) 2016/1919 über Prozesskostenhilfe für Verdächtige und beschuldigte Personen in Strafverfahren sowie für gesuchte Personen in Verfahren zur Vollstreckung eines Europäischen Haftbefehls.[9]

Durch diese Richtlinien sollen Mindeststandards auf europäischer Ebene geschaffen werden und soll auch eine Stärkung des gegenseitigen Vertrauens, der gegenseitigen Anerkennung von Urteilen und anderen gerichtlichen Entscheidungen durch die Mitgliedstaaten erfolgen. Die Richtlinie 2003/8/EG über Prozesskostenhilfe bei Streitsachen mit grenzüberschreitendem Bezug betrifft nur Zivil- und Handelssachen, nicht jedoch strafrechtliche Verfahren.

## Bestimmungen aus der Rechtsbelehrungsrichtlinie
Im Weiteren werden ausgesuchte, spezielle Bestimmungen aus der Rechtsbelehrungsrichtlinie aufgezeigt. Diese Aufzählungen sind nicht vollständig.

### Von der Richtlinie betroffene Einrichtungen und Personen
Die Rechtsbelehrungsrichtlinie selbst betrifft, sofern diese ordnungsgemäß in nationales Recht umgesetzt wurde, die Unionsmitgliedstaaten (siehe auch: Unmittelbare Anwendbarkeit).
Begünstigt werden durch die Rechtsbelehrungsrichtlinie alle Personen (also nicht nur Unionsbürger), die Verdächtige oder Beschuldigte in einem Strafverfahren sind oder gegen die ein Europäischer Haftbefehl ergangen ist.

### Rechtsbelehrung
Die Belehrung von Verdächtigen bzw. Beschuldigten oder Personen, gegen die ein Europäischer Haftbefehl ergangen ist, ist das zentrale Element der Rechtsbelehrungsrichtlinie (siehe auch Artikel 1 der Rechtsbelehrungsrichtlinie). Die Rechtsbelehrung umfasst dabei als wichtigste Punkte die
- sofortige Belehrung über die Rechte im Strafverfahren (Artikel 3):
- das Recht zu Schweigen / Aussageverweigerungsrecht (siehe auch: Miranda v. Arizona in den USA);
- das Recht auf Hinzuziehung eines Rechtsanwalts;
- Anspruch auf unentgeltliche Rechtsberatung und die Voraussetzungen für diese Rechtsberatung
- das Recht auf Dolmetschleistungen und Übersetzungen;

und die
- zeitgerechte Unterrichtung über den erhobenen Tatvorwurf.

Die Belehrung bzw. Unterrichtung in mündlicher oder schriftlicher Form und in einfacher und verständlicher Sprache muss so erfolgen, dass die wirksame Ausübung dieser Rechte möglich ist (Artikel 3 Abs. 1 und 2). Bedürfnisse besonders schutzbedürftiger Verdächtiger oder schutzbedürftiger beschuldigter Personen müssen ausreichend berücksichtigt werden. Die Rechtsbelehrung und Unterrichtung findet grundsätzlich nur im gerichtlichen Strafverfahren statt bzw. im verwaltungsbehördlichen Verfahren, wenn ein Gericht involviert ist (Artikel 2 Abs. 2).

#### Bei Festnahmen
Wird eine Person festgenommen (Freiheitsentziehung), so muss die Erklärung der Rechte bei Festnahme grundsätzlich schriftlich in einer Sprache erfolgen, welche diese Person versteht. Die betroffene Person muss Gelegenheit erhalten, die Erklärung der Rechte zu lesen und es darf ihr diese Erklärung während der Dauer des Freiheitsentzugs nicht weggenommen werden (Artikel 4 Abs. 1). Bei Festnahmen muss zusätzlich die Belehrung über
- das Recht auf Einsicht in die Verfahrensakte;
- das Recht auf Unterrichtung der Konsularbehörden und einer Person;
- das Recht auf Zugang zu dringender medizinischer Versorgung und
- wie viele Stunden oder Tage der Freiheitsentzug bei Verdächtigen oder beschuldigten Personen bis zur Vorführung vor eine Justizbehörde höchstens andauern darf (Artikel 4 Abs. 2),
- grundlegende Informationen über jedwede im innerstaatlichen Recht vorgesehene Möglichkeit, die Rechtmäßigkeit der Festnahme anzufechten, eine Haftprüfung zu erwirken oder einen Antrag auf vorläufige Haftentlassung zu stellen (Artikel 4 Abs. 3),

erfolgen (Muster der Rechtsbelehrung ist in Anhang 1 der Rechtsbelehrungsrichtlinie enthalten).

#### Bei Vollstreckung eines Europäischen Haftbefehls
Personen, die zum Zwecke der Vollstreckung eines Europäischen Haftbefehls festgenommen werden, haben unverzüglich eine angemessene Erklärung der Rechte (zu) erhalten, die Informationen über ihre Rechte gemäß dem jeweiligen Recht, mit dem der Rahmenbeschluss 2002/584/JI im vollstreckenden Mitgliedstaat umgesetzt wird, enthalten (Muster der Rechtsbelehrung ist in Anhang 2 der Rechtsbelehrungsrichtlinie enthalten).

### Recht auf Unterrichtung über den Tatvorwurf
Verdächtige oder beschuldigte Personen müssen umgehend und ausreichend detailliert über die ihnen vorgeworfene strafbare Handlung oder die Festnahme oder Inhaftierung unterrichtet werden, so dass ein faires Verfahren (Artikel 6 EMRK, Artikel 47 GRC) und eine wirksame Ausübung ihrer Verteidigungsrechte sicher gewährleistet wird (Artikel 6 Abs. 1 und 2 Rechtsbelehrungsrichtlinie).
Spätestens wenn einem Gericht die Anklageschrift vorgelegt wird, muss eine detaillierte Informationen über den Tatvorwurf, einschließlich der Art und der rechtlichen Beurteilung der Straftat sowie der Art der Beteiligung der beschuldigten Person, erteilt werden (Artikel 6 Abs. 3), um ein faires Verfahren zu gewährleisten.

### Recht auf Einsicht in die Verfahrensakte
Grundsätzlich hat jede inhaftierte oder festgenommene Person (oder deren Rechtsanwalt) in jedem Stadium des Strafverfahrens das Recht, unentgeltlich alle Unterlagen zu dem gegenständlichen Fall, die sich im Besitz der zuständigen Behörden befinden und für eine wirksame Anfechtung der Festnahme oder Inhaftierung gemäß dem innerstaatlichen Recht wesentlich sind einzusehen (Akteneinsicht), um ein faires Verfahren zu gewährleisten (Artikel 7 Abs. 1 und 2): Gelangen weitere Beweismittel in den Besitz der zuständigen Behörden, so wird Zugang dazu so rechtzeitig gewährt, dass diese Beweismittel geprüft werden können (Artikel 7 Abs. 3).
Die Einsicht in bestimmte Unterlagen kann verweigert werden, wenn diese Einsicht das Leben oder die Grundrechte einer anderen Person ernsthaft gefährden könnte oder wenn dies zum Schutz eines wichtigen öffentlichen Interesses unbedingt erforderlich ist, wie beispielsweise in Fällen, in denen laufende Ermittlungen gefährdet werden könnten oder in denen die nationale Sicherheit der Mitgliedstaaten, in denen das Verfahren stattfindet, ernsthaft beeinträchtigt werden könnte. In solchen Fällen muss eine richterliche Überprüfung der Entscheidung auf Verweigerung der Akteneinsicht möglich sein, wenn diese Entscheidung nicht von einer Justizbehörde getroffen wurde (Artikel 7 Abs. 4).

### Überprüfung und Rechtsbehelfe
Damit eine Überprüfung der ordnungsgemäßen Erfüllung der Mindestanforderungen aus der Rechtsbelehrungsrichtlinie möglich ist, müssen die Belehrungen bzw. Unterrichtungen der Verdächtigen oder beschuldigten Personen schriftlich dokumentiert werden (Artikel 8 Abs. 1).
Zudem muss es eine Möglichkeit geben, etwaige Versäumnis oder Verweigerung einer Belehrung oder Unterrichtung anzufechten (Artikel 8 Abs. 2).

### Anwendungszeitraum
Die aus der Rechtsberatungsrichtlinie gewährleisteten Rechte gelten ab dem Zeitpunkt, zu dem Personen von den zuständigen Behörden eines Mitgliedstaats davon in Kenntnis gesetzt werden, dass sie der Begehung einer Straftat verdächtig oder beschuldigt sind, bis zum Abschluss des Verfahrens, worunter die endgültige Klärung der Frage zu verstehen ist, ob der Verdächtige oder die beschuldigte Person die Straftat begangen hat, gegebenenfalls einschließlich der Festlegung des Strafmaßes und der abschließenden Entscheidung in einem Rechtsmittelverfahren (Artikel 2).

## Regressionsverbot
Nach Artikel 10 der Rechtsbelehrungsrichtlinie darf keine Bestimmung dieser Richtlinie so ausgelegt werden, dass dadurch die Rechte oder Verfahrensgarantien nach Maßgabe der Charta, der EMRK, anderer einschlägiger Bestimmungen des Völkerrechts oder der Rechtsvorschriften der Mitgliedstaaten, die ein höheres Schutzniveau vorsehen, beschränkt oder beeinträchtigt würden.

## Geltungsbereich der Richtlinie
Der Geltungsbereich der Richtlinie (EU) 2012/13 vom 22. Mai 2012 erstreckt sich auf die Unionsmitgliedstaaten, nicht aber auf die Mitgliedstaaten des EWR: Island, Liechtenstein bzw. Norwegen.

## Sanktionen bei Verstößen
Die Richtlinie selbst sieht keine Sanktionen vor, wenn die Unionsmitgliedstaaten gegen die Richtlinie verstoßen oder diese durch nationale Behörden oder Gerichte bzw. Justizeinrichtungen nicht richtig anwenden bzw. anwenden lassen. Mit der Verordnung (EU, Euratom) 2020/2092 ist es möglich, bei Verstößen gegen die Grundsätze der Rechtsstaatlichkeit in einem Unionsmitgliedstaat im Sinne der in Art. 2 EUV verankerten Wert der Union, und wenn diese die wirtschaftliche Führung des Haushalts der Union oder den Schutz ihrer finanziellen Interessen hinreichend unmittelbar beeinträchtigen, mit finanziellen Sanktionen gegen den Mitgliedstaat vorzugehen.

## Rechtsgrundlage
Der Erlass der Richtlinie (EU) 2012/13 wurde insbesondere auf Artikel 82 Abs. 2 AEUV gestützt (verstärkte justizielle Zusammenarbeit in Strafsachen). Die Richtlinie wurde vom Rat und dem Europäischen Parlament im Rahmen des ordentlichen Gesetzgebungsverfahrens erlassen.

## Aufbau der Richtlinie (EU) 2012/13
Die Richtlinie (EU) 2012/13 vom 22. Mai 2012 hat folgenden Aufbau:
- Präambel (Nr. 1 bis 45)
- Artikel 1 (Gegenstand)
- Artikel 2 (Anwendungsbereich)
- Artikel 3 (Recht auf Rechtsbelehrung)
- Artikel 4 (Schriftliche Erklärung der Rechte bei Festnahme)
- Artikel 5 (Erklärung der Rechte in Verfahren zur Vollstreckung eines Europäischen Haftbefehls)
- Artikel 6 (Recht auf Unterrichtung über den Tatvorwurf)
- Artikel 7 (Recht auf Einsicht in die Verfahrensakte)
- Artikel 8 (Überprüfung und Rechtsbehelfe)
- Artikel 9 (Schulung)
- Artikel 10 (Regressionsverbot)
- Artikel 11 (Umsetzung)
- Artikel 12 (Bericht)
- Artikel 13 (Inkrafttreten)
- Artikel 14 (Adressaten)
- ANHANG I (Musterbeispiel der Erklärung der Rechte)
- ANHANG II (Musterbeispiel der Erklärung der Rechte für Personen, die auf der Grundlage eines Europäischen Haftbefehls festgenommen wurden)

## Umsetzung der Richtlinie
Die Richtlinie war gemäß Artikel 11 Abs. 1 der Richtlinie (EU) 2012/13 bis zum 2. Juni 2014 von den Unionsmitgliedstaaten in nationales Recht umzusetzen.